# Amphoe Chai Buri
Amphoe Chai Buri (Thai: อำเภอ ชัยบุรี) ist ein Landkreis (Amphoe – Verwaltungs-Distrikt) im Süden der Provinz Surat Thani. Die Provinz Surat Thani liegt in der Südregion von Thailand. 

## Geographie
Die benachbarten Amphoe sind Amphoe Phrasaeng im Norden und Osten, Amphoe Khao Phanom (Provinz Krabi) im Süden und Amphoe Plai Phraya (ebenfalls Krabi) im Westen.
Die Haupt-Wasserressource ist der  Khlong Thorom (คลองโตรม), der den Landkreis von Süden nach Norden durchfließt.
An der Grenze zum Amphoe Plai Phraya liegt das Wildreservat Khlong Phraya („Khlong Phraya Wildlife Sanctuary“).

## Geschichte
Der Landkreis Chai Buri wurde am 5. Juni 1981 zunächst als Unterbezirk (King Amphoe) eingerichtet, indem die Tambon Song Phraek und Chai Buri vom Amphoe Phrasaeng abgetrennt wurden. Der Name Chai Buri wurde zu Ehren des ersten Verwaltungsbeamten von Phrasaeng Khun Chai Buri gewählt.
Der Unterbezirk nahm seine Arbeit am 10. September 1981 auf, als Büro diente zunächst ein Viharn im Wat Samai Suwan, Tambon Song Phraek. Der erste Vorsteher des Unterbezirks hieß Wisut Tansutthiwanit. 
1983 hatte das Innenministerium zwei Grundstücke für das neue Verwaltungsgebäude ausgesucht, eins im Tambon Song Phraek und eins im Tambon Chai Buri. Da jedoch das erste Grundstück dazu neigte, überschwemmt zu werden und es auch nicht im Zentrum des Bezirks lag, wurde auf Empfehlung von Napha Kanchonkirana, dem Vorsteher des Unterbezirks, das zweite Grundstück ausgewählt. Im Juli 1984 wurde das neue Verwaltungsgebäude eingeweiht.
Am 4. Juli 1994 bekam der Unterbezirk offiziell den vollen Amphoe-Status.

## Verwaltung

### Provinzverwaltung
Der Amphoe Chai Buri ist in vier Unterbezirke (Tambon) eingeteilt, diese wiederum besitzen zusammen 37 Gemeinden (Muban). 
| \| Nr. \| Name \| Thai \| Muban \| Einw.[3] \| \| --- \| ----------- \| ------- \| ----- \| -------- \| \| 1. \| Song Phraek \| สองแพรก \| 09 \| 5.917 \| \| 2. \| Chai Buri \| ชัยบุรี \| 10 \| 6.655 \| \| 3. \| Khlong Noi \| คลองน้อย \| 10 \| 7.061 \| \| 4. \| Sai Thong \| ไทรทอง \| 08 \| 6.776 \| |             |         |       |       |
| Nr. | Name        | Thai    | Muban | Einw. |
| 1. | Song Phraek | สองแพรก | 09    | 5.917 |
| 2. | Chai Buri   | ชัยบุรี    | 10    | 6.655 |
| 3. | Khlong Noi  | คลองน้อย | 10    | 7.061 |
| 4. | Sai Thong   | ไทรทอง  | 08    | 6.776 |

### Lokalverwaltung
Es gibt keine Städte (Thesaban) im Landkreis.
Jeder der vier Tambon wird von einer Tambon-Verwaltungsorganisation („Tambon Administrative Organization“ – TAO, Thai: องค์การบริหารส่วนตำบล) verwaltet.